# Felimare sisalensis
Felimare sisalensis is een slakkensoort uit de familie van de Chromodorididae. De wetenschappelijke naam van de soort is voor het eerst geldig gepubliceerd in 2012 door Ortigosa & Valdés.